# Gastria
Gastria (gr. Γαστριά, tur. Kalecik) – wieś na Cyprze, w dystrykcie Famagusta, na półwyspie Karpas. Położona jest na terenie republiki Cypru Północnego.